# Ženijní skupina 21 Bratislava

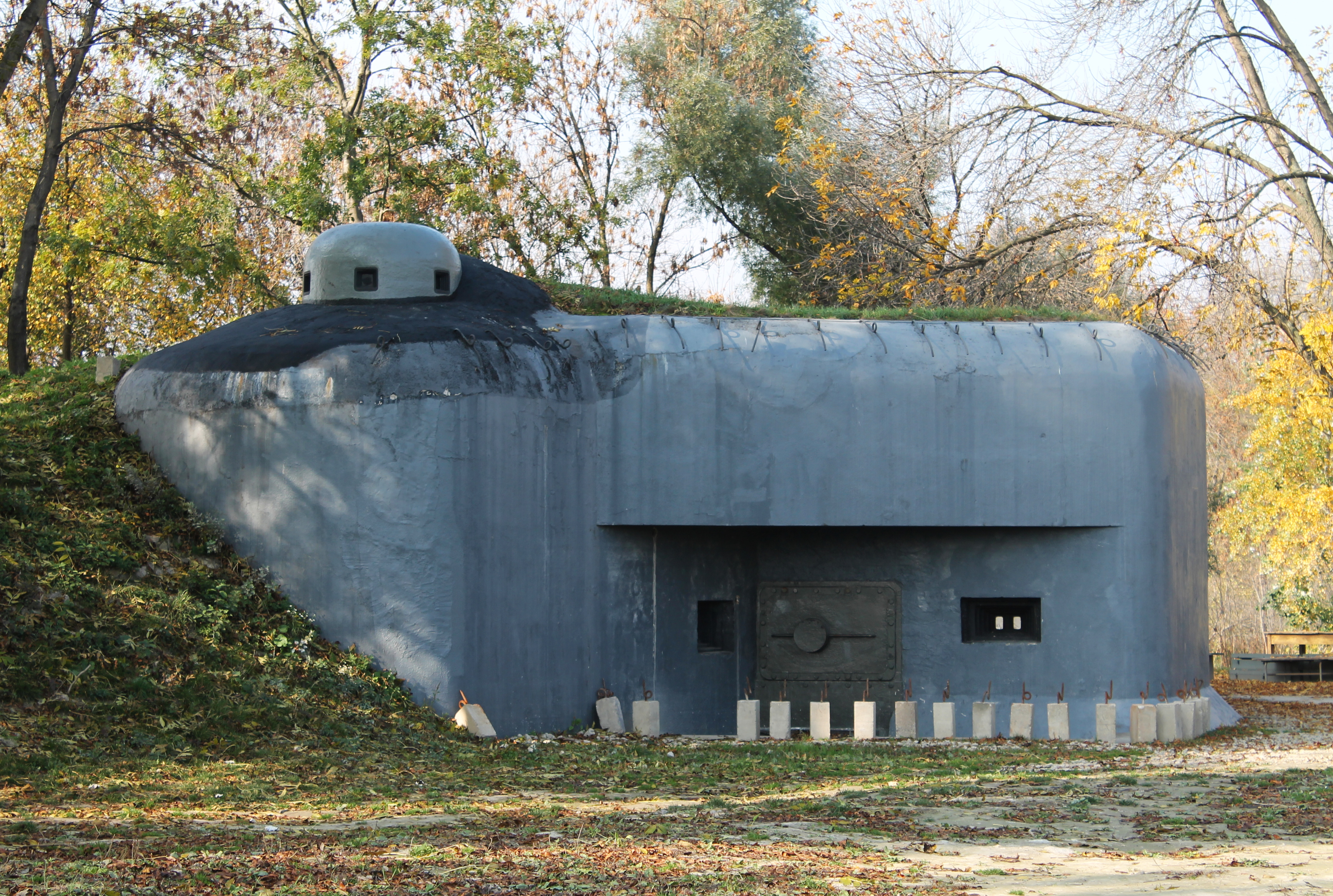
Pěchotní srub B-S 4 Lány

Ženijní skupina 21 Bratislava byl výkonný orgán Ředitelství opevňovacích prací, který ve druhé polovině 30. let 20. století organizoval výstavbu těžkého opevnění na jižním Slovensku. Jednalo se o dva samostatné úseky: dunajské předmostí Petržalky v Bratislavě a opevnění Komárna. Samotná ženijní skupina postavila 11 pěchotních srubů, čtyři lehké objekty vz. 37 a čtyři velitelská stanoviště. Dále se v jejím prostoru nacházelo devět starších bunkrů z první poloviny 30. let 20. století, které byly upraveny.

## Historie
Zákrut Dunaje vytváří od roku 1920, na opačném břehu než se nachází historické centrum Bratislavy, slovenské předmostí. Za první republiky bylo toto československé území menší než v současnosti. Státní hranice je v podstatě zachována od severu po Janíkov dvor; odtud dále pokračovala obloukem na východ k Dunaji, zatímco od roku 1947 se stáčí k jihu, čímž byly k tehdejšímu Československu přičleněny i obce Rusovce, Jarovce a Čunovo, které byly do té doby součástí Maďarska.
Na prvorepublikovém předmostí mělo Československo podle článku 56 Saint-Germainské smlouvy zakázáno stavět jakákoliv vojenská zařízení.
| „ | Stát československý se zavazuje nebudovati žádných vojenských zařízení na části svého území, která leží na pravém břehu Dunaje na jih od Bratislavy. | “ |

Toto usnesení bylo ve 30. letech 20. století vzhledem ke zhoršené mezinárodní politické situaci ignorováno a podél hranice na Petržalce vyrostla linie opevnění, která zpočátku byla především orientována proti nepřátelskému Maďarsku, neboť Rakousko, jehož armáda byla omezena mezinárodními smlouvami, nepředstavovalo větší nebezpečí. Kolem Petržalky vyrostlo v letech 1933–1935 prvních devět železobetonových pevnůstek a to na popud generála Josefa Šnejdárka, jenž se v roce 1932 stal zemským vojenským velitelem v Bratislavě. Projekty těchto bunkrů, jež vznikly ještě před ustavením Rady pro opevňování (RO) a Ředitelství opevňovacích prací (ŘOP) roku 1935, zajistilo zřejmě Zemské vojenské velitelství Bratislava, výstavbou byl pravděpodobně pověřen bratislavský ženijní pluk 4. Vzhledem k později budovaným opevněním v Československu se jednalo o objekty zcela atypické, které musely být později upravovány.
Po rozhodnutí o výstavbě opevnění podél celých hranic Československa bylo předmostí Bratislavy zařazeno v plánu z roku 1936 do I., nejnaléhavější etapy. Proto ještě tentýž rok vznikla ženijní skupina (ŽS) 21, která opevňování v Bratislavě řídila.
ŽS 21 také řídila výstavbu těžkého opevnění na břehu Dunaje v Komárně, které podle původních plánů mělo sestávat z pěti pěchotních srubů.

## Základní informace
Ženijní skupina 21 byla zřízena 15. září 1936, sídlo měla v Jelínkových kasárnách na Petržalce a jejím velitelem se kpt. (později škpt.) žen. Ing. František Novák. Výstavba v podúseku Bratislava byla zahájena ještě na podzim 1936, přičemž všech sedm pěchotních srubů, které doplnily a prodloužily linii Šnejdárkových bunkrů, bylo vybetonováno na přelomu let 1936 a 1937. Starší malé pevnůstky byly pro začlenění do systému opevnění upraveny v létě roku 1937. Ve druhé polovině roku 1937 bylo následně postaveno pět objektů tvořících druhou linii (z toho čtyři řopíky a jeden těžký objekt). Poslední akcí byla výstavba čtyř velitelských stanovišť na přelomu let 1937 a 1938.
Výstavba tří pěchotních srubů v Komárně proběhla v létě 1937, přičemž další dva, jež byly původně plánovány, byly zrušeny.
Činnost ŽS 21 byla ukončena po dokončení všech plánovaných objektů, vnitřních instalací v bunkrech, osazení zvonů a kopulí a výstavbě kabeláže a překážek 4. června 1938.

## Stavební podúseky

### Bratislava

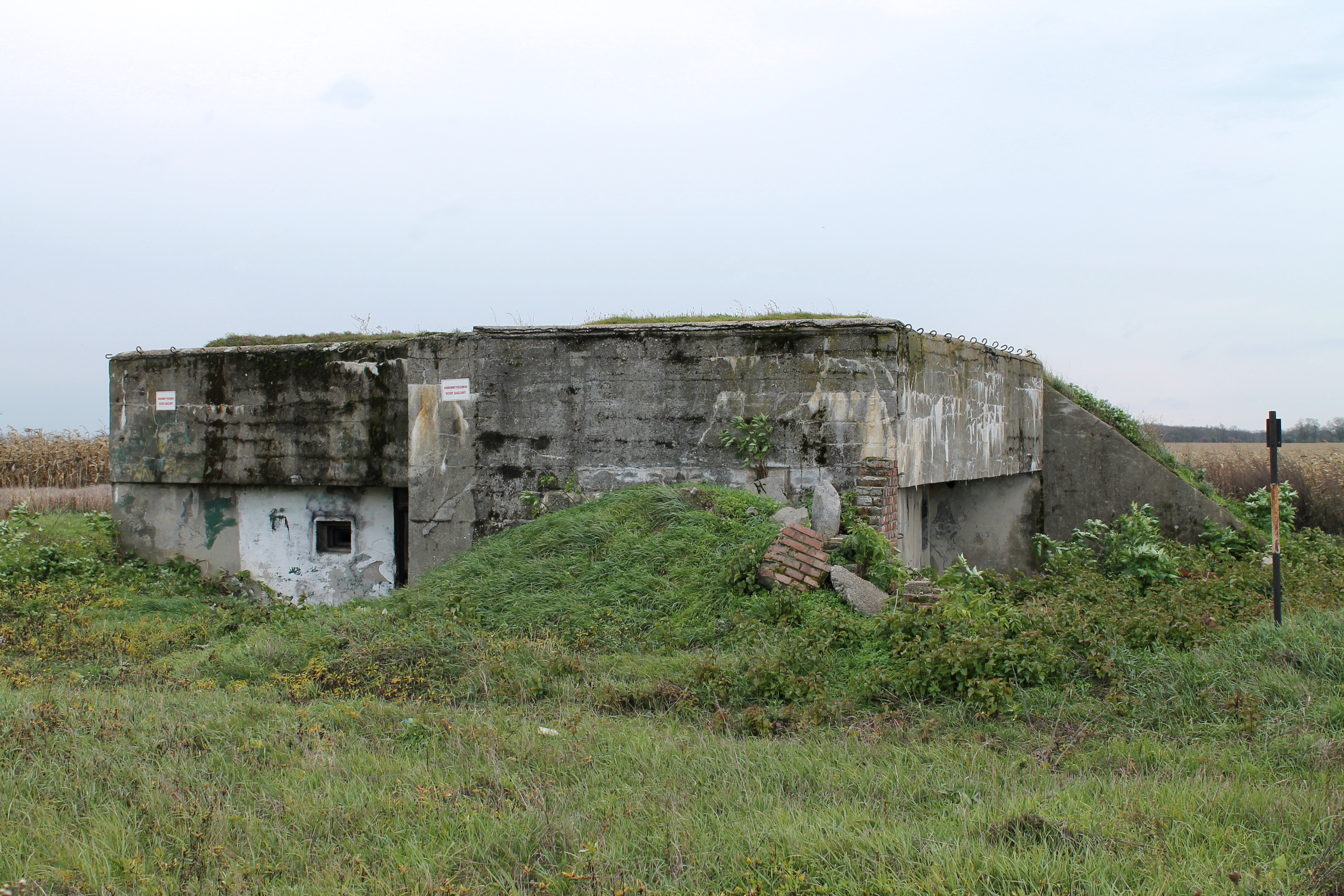
Objekt B-S 10 Tři hranice

- Zadán: 11. září 1936 / 3. září 1937 / 25. listopadu 1937
- Stavitel: Ing. Rudolf Frič, Bratislava
- Zadávací částka: 4 294 841,04 Kč / 523 878,80 Kč / 429 420,80 Kč
- Zadáno objektů: 7 (B-S 1 – B-S 4, B-S 8, B-S 13, B-S 15) / 5 (B-S I – B-S V) / 4 (B-SV 1 – B-SV 4)
- Postaveno objektů: 7 / 5 / 4
- Prostor: Bratislava-Petržalka

### Komárno
- Zadán: 13. března 1937
- Stavitel: Inžesta, s. r. o., Bratislava
- Zadávací částka: 1 776 125,25 Kč
- Zadáno objektů: 3 (Ko-S 1, Ko-S 3, Ko-S 4)
- Postaveno objektů: 3
- Prostor: Komárno